# Alain Menu
Alain Menu (Genf, 1963. augusztus 9. –) svájci autóversenyző, 1997-ben és 2000-ben megnyerte a brit túraautó-bajnokságot. 2012-ig a Chevrolet csapatában a túraautó-világbajnokság-on versenyzett,  Robert Huff és Yvan Muller csapattársaként.

## Pályafutása
Kezdetben Formula autós sorozatokban szerepelt, 1992-től 2000-ig Brit túraautó-bajnokságban vett részt, ezalatt 36 futamgyőzelmet és két bajnoki címet szerzett. 2005-től a Chevrolet versenyzőjeként a Túraautó-világbajnokság szereplője.

## Eredményei

### Teljes Formula–3000 eredménysorozata
(Táblázat értelmezése)

(Félkövér: pole-pozícióból indult; dőlt: leggyorsabb kört futott) 

| Év   | Csapat           | Karosszéria | Motor         | 1     | 2     | 3      | 4      | 5      | 6      | 7   | 8   | 9   | 10  | 11     | Helyezés | Pont |
| ---- | ---------------- | ----------- | ------------- | ----- | ----- | ------ | ------ | ------ | ------ | --- | --- | --- | --- | ------ | -------- | ---- |
| 1990 | CoBRa Motorsport | Reynard 90D | Mugen-Honda   | DON   | SIL   | PAU    | JER    | MNZ    | PER    | HOC | BRH | BIR | BUG | NOG 12 | Hn       | 0    |
| 1991 | CoBRa Motorsport | Reynard 91D | Ford Cosworth | VAL 6 | PAU 6 | JER 18 | MUG 12 | PER Ki | HOC Ni | BRH | SPA | BUG | NOG |        | 16.      | 2    |

### Teljes DTM eredménysorozata
(Táblázat értelmezése)

(Félkövér: pole-pozícióból indult; dőlt: leggyorsabb kört futott) 

| Év   | Csapat | 1       | 2       | 3      | 4      | 5      | 6      | 7       | 8      | 9      | 10      | 11   | 12   | 13   | 14   | 15   | 16   | 17      | 18      | 19      | 20      | Helyezés | Pont |
| ---- | ------ | ------- | ------- | ------ | ------ | ------ | ------ | ------- | ------ | ------ | ------- | ---- | ---- | ---- | ---- | ---- | ---- | ------- | ------- | ------- | ------- | -------- | ---- |
| 1991 | BMW    | ZOL1    | ZOL2    | HOC1   | HOC2   | NÜR1   | NÜR2   | AVU1    | AVU2   | WUN1   | WUN2    | NOR1 | NOR2 | DIE1 | DIE2 | NÜR1 | NÜR2 | ALE1 19 | ALE2 14 | HOC1 15 | HOC2 16 | Hn       | 0    |
| 2001 | Opel   | HOC1 Ki | NÜR1 17 | OSC 16 | SAC Ki | NOR 14 | LAU 19 | NÜR2 12 | A1R Ki | ZAN 11 | HOC2 14 |      |      |      |      |      |      |         |         |         |         | 23.      | 0    |
| 2002 | Opel   | HOC1 9  | ZOL 14  | DON 8  | SAC 3  | NOR Ki | LAU 11 | NÜR Ki  | A1R 6  | ZAN Ki | HOC2 Ki |      |      |      |      |      |      |         |         |         |         | 9.       | 7    |
| 2003 | Opel   | HOC1 18 | ADR 8   | NÜR1 6 | LAU 6  | NOR 10 | DON Ki | NÜR2 9  | A1R 7  | ZAN Ki | HOC2 10 |      |      |      |      |      |      |         |         |         |         | 9.       | 9    |

### Teljes Brit túraautó-bajnokság eredménysorozata
(Táblázat értelmezése)

(Félkövér: pole-pozícióból indult; dőlt: leggyorsabb kört futott) 

| Év   | Csapat                         | Autó            | 1        | 2        | 3        | 4        | 5        | 6        | 7        | 8        | 9        | 10       | 11       | 12       | 13       | 14       | 15       | 16       | 17       | 18       | 19       | 20       | 21       | 22       | 23       | 24       | 25       | 26       | 27      | 28       | 29       | 30       | Helyezés | Pont |
| ---- | ------------------------------ | --------------- | -------- | -------- | -------- | -------- | -------- | -------- | -------- | -------- | -------- | -------- | -------- | -------- | -------- | -------- | -------- | -------- | -------- | -------- | -------- | -------- | -------- | -------- | -------- | -------- | -------- | -------- | ------- | -------- | -------- | -------- | -------- | ---- |
| 1992 | Team M Mobil                   | BMW 318is       | SIL 1 10 | THR 1 6  | OUL 1 6  | SNE 1 3  | BRH 1 Ki | DON 1 Ki | DON 2 Ki | SIL 1 9  | KNO 1 Ni | KNO 2 Ni | PEM 1    | BRH 1    | BRH 2    | DON 1    | SIL 1    |          |          |          |          |          |          |          |          |          |          |          |         |          |          |          | 9.       | 27   |
| 1993 | Renault Dealer Racing          | Renault 19      | SIL 1 10 | DON 1 2  | SNE 1 Ki | DON 1 13 | OUL 1 Ki | BRH 1 15 | BRH 2 Ki | PEM 1 Ki | SIL 1 8  | KNO 1    | KNO 2    | OUL 1 4  | BRH 1 9  | THR 1 9  | DON 1 2  | DON 2 1  | SIL 1 Ki |          |          |          |          |          |          |          |          |          |         |          |          |          | 10.      | 57   |
| 1994 | Renault Dealer Racing          | Renault Laguna  | THR 1 6  | BRH 1 18 | BRH 2 Ki | SNE 1 Ki | SIL 1 3  | SIL 2    | OUL 1    | DON 1 5  | DON 2 4  | BRH 1 9  | BRH 2 6  | SIL 1 5  | KNO 1    | KNO 2 3  | OUL 1 2  | BRH 1 7  | BRH 2 7  | SIL 1 3  | SIL 2    | DON 1 2  | DON 2    |          |          |          |          |          |         |          |          |          | 2.       | 222  |
| 1995 | Williams Renault Dealer Racing | Renault Laguna  | DON 1 2  | DON 2 4  | BRH 1 7  | BRH 2 9  | THR 1    | THR 2    | SIL 1 Ki | SIL 2 4  | OUL 1 3  | OUL 2 1  | BRH 1    | BRH 2 3  | DON 1 3  | DON 2 4  | SIL 1 16 | KNO 1 Ki | KNO 2 1  | BRH 1 4  | BRH 2 18 | SNE 1 Ki | SNE 2 10 | OUL 1    | OUL 2 1  | SIL 1    | SIL 2    |          |         |          |          |          | 2.       | 305  |
| 1996 | Williams Renault Dealer Racing | Renault Laguna  | DON 1 3  | DON 2 Ki | BRH 1 2  | BRH 2    | THR 1 Ki | THR 2 Ni | SIL 1 5  | SIL 2 4  | OUL 1 5  | OUL 2 4  | SNE 1 Ki | SNE 2 3  | BRH 1    | BRH 2 1  | SIL 1 6  | SIL 2 5  | KNO 1 9  | KNO 2 Ki | OUL 1    | OUL 2 3  | THR 1 Ki | THR 2 4  | DON 1 3  | DON 2    | BRH 1    | BRH 2 4  |         |          |          |          | 2.       | 197  |
| 1997 | Williams Renault Dealer Racing | Renault Laguna  | DON 1    | DON 2 1  | SIL 1    | SIL 2 1  | THR 1 3  | THR 2 3  | BRH 1    | BRH 2 4  | OUL 1    | OUL 2 1  | DON 1 2  | DON 2 1  | CRO 1    | CRO 2 1  | KNO 1 3  | KNO 2 Ki | SNE 1    | SNE 2    | THR 1 17 | THR 2    | BRH 1 3  | BRH 2 3  | SIL 1    | SIL 2    |          |          |         |          |          |          | 1.       | 281  |
| 1998 | Blend 37 Williams Renault      | Renault Laguna  | THR 1 5  | THR 2 1* | SIL 1 Ki | SIL 2 Ki | DON 1 4  | DON 2    | BRH 1 3  | BRH 2 4  | OUL 1    | OUL 2 4* | DON 1 Ki | DON 2 Ki | CRO 1 3  | CRO 2 4  | SNE 1 3  | SNE 2 Ki | THR 1 2  | THR 2 1* | KNO 1 3  | KNO 2 4  | BRH 1 5  | BRH 2 3  | OUL 1 3  | OUL 2 Ki | SIL 1 9  | SIL 2 Ki |         |          |          |          | 4.       | 187  |
| 1999 | Ford Team Mondeo               | Ford Mondeo     | DON 1 2  | DON 2 Ki | SIL 1 13 | SIL 2 Ki | THR 1 Ki | THR 2 6  | BRH 1 12 | BRH 2 Ki | OUL 1 3  | OUL 2 Ki | DON 1 5  | DON 2 6  | CRO 1 Ki | CRO 2 Ki | SNE 1 8  | SNE 2 9* | THR 1 11 | THR 2 3  | KNO 1 3  | KNO 2 1* | BRH 1 Ki | BRH 2 Ki | OUL 1 Ki | OUL 2 9  | SIL 1 12 | SIL 2 Ki |         |          |          |          | 11.      | 84   |
| 2000 | Ford Team Mondeo               | Ford Mondeo     | BRH 1    | BRH 2 7* | DON 1    | DON 2 1* | THR 1 8  | THR 2 3  | KNO 1 2  | KNO 2 Ki | OUL 1    | OUL 2 6  | SIL 1 Ki | SIL 2 3  | CRO 1 5  | CRO 2    | SNE 1 Ki | SNE 2 1* | DON 1 8  | DON 2 9  | BRH 1 4  | BRH 2 1* | OUL 1 5  | OUL 2 6  | SIL 1 Ki | SIL 2 3* |          |          |         |          |          |          | 1.       | 195  |
| 2007 | VX Racing                      | Vauxhall Vectra | BRH 1    | BRH 2    | BRH 3    | ROC 1    | ROC 2    | ROC 3    | THR 1    | THR 2    | THR 3    | CRO 1    | CRO 2    | CRO 3    | OUL 1    | OUL 2    | OUL 3    | DON 1    | DON 2    | DON 3    | SNE 1    | SNE 2    | SNE 3    | BRH 1    | BRH 2    | BRH 3    | KNO 1    | KNO 2    | KNO 3   | THR 1 4  | THR 2 6  | THR 3 12 | 15.      | 13   |
| 2014 | CHROME Edition Restart Racing  | Volkswagen CC   | BRH 1 27 | BRH 2 17 | BRH 3 5  | DON 1 13 | DON 2 Ki | DON 3 9  | THR 1 7  | THR 2 18 | THR 3 11 | OUL 1 14 | OUL 2 10 | OUL 3 7  | CRO 1 7  | CRO 2 Ki | CRO 3 8  | SNE 1 5  | SNE 2 Ki | SNE 3 14 | KNO 1 11 | KNO 2 15 | KNO 3 8  | ROC 1 4  | ROC 2 6  | ROC 3 2  | SIL 1 5  | SIL 2 3  | SIL 3 5 | BRH 1 13 | BRH 2 Ki | BRH 3 Ni | 11.      | 176  |
| 2015 | Team BMR RCIB Insurance        | Volkswagen CC   | BRH 1    | BRH 2    | BRH 3    | DON 1    | DON 2    | DON 3    | THR 1    | THR 2    | THR 3    | OUL 1    | OUL 2    | OUL 3    | CRO 1    | CRO 2    | CRO 3    | SNE 1    | SNE 2    | SNE 3    | KNO 1    | KNO 2    | KNO 3    | ROC 1    | ROC 2    | ROC 3    | SIL 1    | SIL 2    | SIL 3   | BRH 1 Ki | BRH 2 15 | BRH 3 21 | 27.      | 1    |

### Teljes V8 Supercars eredménysorozata
(key) (Races in bold indicate pole position) (Races in italics indicate fastest lap)
| Év   | Csapat                  | Autó                | 1      | 2      | 3      | 4      | 5      | 6      | 7      | 8      | 9      | 10      | 11      | 12      | 13      | 14      | 15      | 16      | 17         | 18         | 19      | 20         | 21         | 22      | 23      | 24      | 25      | 26      | 27      | 28      | 29      | 30      | 31      | 32      | 33         | Helyezés | Pont |
| ---- | ----------------------- | ------------------- | ------ | ------ | ------ | ------ | ------ | ------ | ------ | ------ | ------ | ------- | ------- | ------- | ------- | ------- | ------- | ------- | ---------- | ---------- | ------- | ---------- | ---------- | ------- | ------- | ------- | ------- | ------- | ------- | ------- | ------- | ------- | ------- | ------- | ---------- | -------- | ---- |
| 2000 | Larkham Motor Sport     | Ford AU Falcon      | PHI R1 | PHI R2 | BAR R3 | BAR R4 | BAR R5 | ADE R6 | ADE R7 | EAS R8 | EAS R9 | EAS R10 | HDV R11 | HDV R12 | HDV R13 | CAN R14 | CAN R15 | CAN R16 | QLD R17    | QLD R18    | QLD R19 | WIN R20    | WIN R21    | WIN R22 | ORA R23 | ORA R24 | ORA R25 | CAL R26 | CAL R27 | CAL R28 | QLD R29 | SAN R30 | SAN R31 | SAN R32 | BAT R33 18 | Hn       | 0    |
| 2004 | Ford Performance Racing | Ford BA Falcon      | ADE R1 | ADE R2 | EAS R3 | PUK R4 | PUK R5 | PUK R6 | HDV R7 | HDV R8 | HDV R9 | BAR R10 | BAR R11 | BAR R12 | QLD R13 | WIN R14 | ORA R15 | ORA R16 | SAN R17 19 | BAT R18 Ki | SUR R19 | SUR R20    | SYM R21    | SYM R22 | SYM R23 | EAS R24 | EAS R25 | EAS R26 |         |         |         |         |         |         |            | 63.      | 120  |
| 2005 | Larkham Motor Sport     | Ford BA Falcon      | ADE R1 | ADE R2 | PUK R3 | PUK R4 | PUK R5 | BAR R6 | BAR R7 | BAR R8 | EAS R9 | EAS R10 | SHA R11 | SHA R12 | SHA R13 | HDV R14 | HDV R15 | HDV R16 | QLD R17    | ORA R18    | ORA R19 | SAN R20 Ki | BAT R21 12 | SUR R22 | SUR R23 | SUR R24 | SYM R25 | SYM R26 | SYM R27 | PHI R28 | PHI R29 | PHI R30 |         |         |            | 51.      | 148  |
| 2010 | Brad Jones Racing       | Holden VE Commodore | YMC R1 | YMC R2 | BHR R3 | BHR R4 | ADE R5 | ADE R6 | HAM R7 | HAM R8 | QLD R9 | QLD R10 | WIN R11 | WIN R12 | HDV R13 | HDV R14 | TOW R15 | TOW R16 | PHI Q      | PHI R17    | BAT R18 | SUR R19 7  | SUR R20 Ki | SYM R21 | SYM R22 | SAN R23 | SAN R24 | SYD R25 | SYD R26 |         |         |         |         |         |            | Hn       | 0    |

### Teljes Le Mans-i 24 órás autóverseny eredménysorozata
| Év   | Csapat          | Csapattárs                | Autó                      | Kategória | Kör | Összetett Helyezés | Kategória Helyezés |
| ---- | --------------- | ------------------------- | ------------------------- | --------- | --- | ------------------ | ------------------ |
| 2002 | Prodrive        | Rickard Rydell Tomáš Enge | Ferrari 550-GTS Maranello | GTS       | 167 | kiesett            | kiesett            |
| 2004 | Prodrive Racing | Peter Kox Tomáš Enge      | Ferrari 550-GTS Maranello | GTS       | 325 | 11.                | 4.                 |

### Teljes Túraautó-világbajnokság eredménysorozata
Eredmények
| Év   | Csapat    | Autó                 | 1   | 1   | 2   | 2   | 3   | 3   | 4   | 4   | 5   | 5   | 6   | 6   | 7   | 7   | 8   | 8   | 9   | 9   | 10  | 10  | 11  | 11  | 12  | 12  | Helyezés | Pont |
| 2005 | Chevrolet | Chevrolet Lacetti    | MON | MON | MGN | MGN | SLV | SLV | IMO | IMO | PUE | PUE | SPA | SPA | OSC | OSC | IST | IST | VAL | VAL | MAC | MAC |     |     |     |     | 17.      | 9    |
| ---- | --------- | -------------------- | --- | --- | --- | --- | --- | --- | --- | --- | --- | --- | --- | --- | --- | --- | --- | --- | --- | --- | --- | --- | --- | --- | --- | --- | -------- | ---- |
| 2005 | Chevrolet | Chevrolet Lacetti    | 22  | 24  | Ki  | Ni  | Ki  | 13  | 14  | 14  | Hn  | 13  | 14  | 6   | 11  | 8   | 10  | 8   | Ki  | Ni  | 5   | Kiz |     |     |     |     | 17.      | 9    |
| 2006 | Chevrolet | Chevrolet Lacetti    | MON | MON | MGN | MGN | BRA | BRA | OSC | OSC | CUR | CUR | PUE | PUE | BRN | BRN | IST | IST | VAL | VAL | MAC | MAC |     |     |     |     | 15.      | 21   |
| 2006 | Chevrolet | Chevrolet Lacetti    | 10  | 3   | 19  | 13  | 7   | 1   | 13  | Ki  | 19  | 10  | 12  | Ki  | 7   | Ki  | 20  | Ki  | 8   | 9   | 21  | 10  |     |     |     |     | 15.      | 21   |
| 2007 | Chevrolet | Chevrolet Lacetti    | CUR | CUR | ZAN | ZAN | VAL | VAL | PAU | PAU | BRN | BRN | POR | POR | AND | AND | OSC | OSC | BRA | BRA | MON | MON | MAC | MAC |     |     | 6.       | 69   |
| 2007 | Chevrolet | Chevrolet Lacetti    | Ki  | Ki  | 1   | Ki  | 9   | 14  | 1   | 8   | 8   | Ki  | 1   | 3   | 8   | 3   | Hn  | 10  | 1   | Ki  | 5   | Ki  | 1   | 21  |     |     | 6.       | 69   |
| 2008 | Chevrolet | Chevrolet Lacetti    | CUR | CUR | PUE | PUE | VAL | VAL | PAU | PAU | BRN | BRN | EST | EST | BRA | BRA | OSC | OSC | IMO | IMO | MON | MON | OKA | OKA | MAC | MAC | 9.       | 54   |
| 2008 | Chevrolet | Chevrolet Lacetti    | Ki  | 10  | 8   | 7   | 8   | 1   | 10  | Ki  | 3   | 6   | 11  | 14  | 8   | 1   | 3   | Ki  | Ki  | 12  | 11  | 5   | Ki  | 13  | 1   | 13  | 9.       | 54   |
| 2009 | Chevrolet | Chevrolet Cruze LT   | CUR | CUR | PUE | PUE | MAR | MAR | PAU | PAU | VAL | VAL | BRN | BRN | POR | POR | BRA | BRA | OSC | OSC | IMO | IMO | OKA | OKA | MAC | MAC | 10.      | 41   |
| 2009 | Chevrolet | Chevrolet Cruze LT   | Ki  | 11  | Ki  | 12  | 7   | 16  | 7   | 1   | 15  | 12  | Ki  | 22  | Hn  | Ki  | 1   | 18  | 18  | 10  | 8   | 3   | 9   | 4   | 4   | 21  | 10.      | 41   |
| 2010 | Chevrolet | Chevrolet Cruze LT   | BRA | BRA | MAR | MAR | ITA | ITA | BEL | BEL | POR | POR | UK  | UK  | CZE | CZE | GER | GER | ESP | ESP | JPN | JPN | MAC | MAC |     |     | 6.       | 173  |
| 2010 | Chevrolet | Chevrolet Cruze LT   | 3   | 3   | 9   | Ki  | 17  | 9   | 3   | 4   | 5   | 3   | 22  | Hn  | 3   | 3   | 1   | 8   | 8   | 11  | 7   | 4   | 7   | Ki  |     |     | 6.       | 173  |
| 2011 | Chevrolet | Chevrolet Cruze 1.6T | BRA | BRA | BEL | BEL | ITA | ITA | HUN | HUN | CZE | CZE | POR | POR | UK  | UK  | GER | GER | ESP | ESP | JPN | JPN | CHN | CHN | MAC | MAC | 3.       | 323  |
| 2011 | Chevrolet | Chevrolet Cruze 1.6T | 6   | 1   | 2   | 2   | 19† | 5   | 1   | Ki  | 3   | 3   | 1   | 6   | 3   | 5   | 5   | 2   | 2   | 3   | 1   | 4   | 1   | 6   | Ki  | Ni  | 3.       | 323  |
| 2012 | Chevrolet | Chevrolet Cruze 1.6T | BRA | BRA | ESP | ESP | MAR | MAR | SVK | SVK | HUN | HUN | AUT | AUT | POR | POR | BRA | BRA | USA | USA | JPN | JPN | CHN | CHN | MAC | MAC | 2.       | 401  |
| 2012 | Chevrolet | Chevrolet Cruze 1.6T | 7   | 2   | 5   | 1   | 1   | 3   | 3   | Ki  | 3   | 2   | 3   | Ki  | 5   | 1   | 2   | 2   | 18  | 4   | 1   | 5   | 1   | 2   | 2   | 1   | 2.       | 401  |

### Teljes Porsche Szuperkupa eredménysorozata
(Táblázat értelmezése)

(Félkövér: pole-pozícióból indult; dőlt: leggyorsabb kört futott) 

| Év   | Csapat         | 1      | 2      | 3   | 4   | 5   | 6   | 7   | 8   | Helyezés | Pont |
| ---- | -------------- | ------ | ------ | --- | --- | --- | --- | --- | --- | -------- | ---- |
| 2013 | FACH Auto Tech | CAT Ki | MCO 21 | SIL | NÜR | HUN | SPA | MNZ | ABU | 25.      | 0    |

### Teljes TCR Nemzetközi Sorozat eredménysorozata
| Év   | Csapat             | Autó                   | 1     | 2     | 3     | 4     | 5     | 6     | 7        | 8        | 9     | 10    | 11    | 12    | 13    | 14    | 15    | 16    | 17       | 18      | 19        | 20       | 21       | 22       | Helyezés | Pont |
| ---- | ------------------ | ---------------------- | ----- | ----- | ----- | ----- | ----- | ----- | -------- | -------- | ----- | ----- | ----- | ----- | ----- | ----- | ----- | ----- | -------- | ------- | --------- | -------- | -------- | -------- | -------- | ---- |
| 2015 | Top Run Motorsport | Subaru Impreza STi TCR | SEP 1 | SEP 2 | SHA 1 | SHA 2 | VAL 1 | VAL 2 | ALG 1    | ALG 2    | MNZ 1 | MNZ 2 | SAL 1 | SAL 2 | SOC 1 | SOC 2 | RBR 1 | RBR 2 | SIN 1    | SIN 2   | CHA 1 20† | CHA 2 Ni | MAC 1 WD | MAC 2 WD | Hn       | 0    |
| 2016 | WestCoast Racing   | Honda Civic Type R TCR | BHR 1 | BHR 2 | EST 1 | EST 2 | SPA 1 | SPA 2 | IMO 1 Ki | IMO 2 10 | SAL 1 | SAL 2 | OSC 1 | OSC 2 | SOC 1 | SOC 2 | CHA 1 | CHA 2 | SIN 1    | SIN 2   | SEP 1     | SEP 2    | MAC 1    | MAC 2    | 37.      | 1    |
| 2017 | BRC Racing Team    | Hyundai i30 N TCR      | RIM 1 | RIM 2 | BHR 1 | BHR 2 | SPA 1 | SPA 2 | MNZ 1    | MNZ 2    | SAL 1 | SAL 2 | HUN 1 | HUN 2 | OSC 1 | OSC 2 | CHA 1 | CHA 2 | ZHE 1 12 | ZHE 2 4 | DUB 1 Ki  | DUB 2 5  |          |          | Hn‡      | 0‡   |

† Nem fejezte be a futamot, de rangsorolva lett, mert teljesítette a versenytáv 75%-át.
‡ Szabadkártyás versenyzőként vett részt a szezonban, így nem kapta meg a helyezéseiért járó pontokat.